# Jos Van Thielen
Jozef August Maria (Jos) Van Thielen (Noorderwijk, 25 maart 1962) is een Belgisch voormalig politicus voor de CVP en diens opvolger CD&V. 

## Levensloop
Van Thielen werd in 1988 voor het eerst verkozen tot gemeenteraadslid van Herentals. Begin 1992 werd hij verkozen tot schepen. Na de gemeenteraadsverkiezingen van 1994 werd hij eerste schepen van Herentals. Nadat de benoeming van Carl De Peuter door minister Johan Vandelanotte geweigerd werd, volgende hij deze op als burgemeester aldaar.
Bij de gemeenteraadsverkiezingen van 2000 diende Van Thielen het als lijsttrekker voor de CVP op te nemen tegen voormalig minister van Pensioenen Jan Peeters, lijsttrekker voor de Socialistische Partij (België). Hoewel hij met bijna 2400 voorkeurstemmen een behoorlijke score behaalde verloor zijn partij enkele zetels en belandde hij in de oppositie. Begin 2006 kondigde hij op 43-jarige leeftijd zijn afscheid aan de politiek aan.
Van Thielen is afgestudeerd als industrieel ingenieur landbouw. Hij werd docent veehouderij aan het Hoger Instituut der Kempen, dat nadien de Katholieke Hogeschool Kempen werd. Na de opsplitsing in 2012 in hogeschool en universiteit werd hij docent aan de Thomas More Hogeschool en aan de Katholieke Universiteit Leuven, campus Geel. Hij is gespecialiseerd in dierenwelzijn.
Van Thielen was in 2007 te zien in het tweede seizoen van het VT4-programma De jeugd van tegenwoordig. Hij speelde daarin de leraar varkensteelt. In februari 2010 werd zijn portret toegevoegd aan de burgemeestersgalerij van het administratief centrum van Herentals.